# 阿爾科萊橋
阿爾科萊橋（法語：Pont d'Arcole）是位於法國巴黎塞納河上的一座橋樑。阿爾科萊橋修建於1854年至1856年，是一座鐵質的拱橋。

## 外部連結
- （法文） Site of the mairie de Paris （页面存档备份，存于）
- （法文） Structurae Archive.today的存檔，存档日期2012-12-08